# Saison 2 de Drop Dead Diva
Chronologie
Saison 1 Saison 3
Cet article présente le guide des épisodes de la deuxième saison de la série télévisée américaine Drop Dead Diva.

## Distribution

### Acteurs principaux
- Brooke Elliott (VF : Virginie Méry) : Jane Bingum / Deb Dobkins
- Margaret Cho (VF : Julie Turin) : Teri Ly
- Jackson Hurst (VF : Jean-François Cros) : Grayson Kent
- Kate Levering (VF : Barbara Delsol) : Kim Kaswell
- April Bowlby (VF : Chloé Berthier) : Stacy Barrett
- Josh Stamberg (VF : Serge Faliu) : Jay Parker
- Ben Feldman (VF : Denis Laustriat) : Fred

### Acteurs récurrents
- Brooke D'Orsay (VF : Élisabeth Ventura) : Deborah « Deb » Dobkins
- David Denman (VF : Jérôme Berthoud) : Tony Nicastro[1] (épisodes 1 à 4)
- Jaime Ray Newman (VF : Anne Dolan) : Vanessa Hemmings[2]
- Jeff Rose (VF : Tanguy Goasdoué) : Doug Resnick
- Sharon Lawrence (VF : Céline Monsarrat) : Bobbi Dobkins

### Invités
- Paula Abdul (VF : Françoise Cadol) : Juge Paula Abdul[1] (épisodes 1 et 13)
- Devon Gummersall : Ethan[1] (épisode 1)
- Rosie O'Donnell (VF : Brigitte Virtudes) : Juge Madeline Summers (épisodes 5 et 10)
- Natasha Henstridge (VF : Rafaèle Moutier) : Claire Harrison[3] (épisodes 12 et 13)

## Épisodes

### Épisode 1:Les Raisins de la colère
- États-Unis : 6 juin 2010[1]
- France : 8 mars 2011 sur Téva
- Québec : 2 juin 2011 sur Séries+

- États-Unis : 3,12 millions de téléspectateurs[4]

- Ben Feldman Fred)
- Robert Irvine (Lui-même)
- Paula Abdul (Elle-même)
- David Denman (Tony Nicastro)
- Devon Gummersall (Ethan)
- Paula Newsome (Wanda Williams)

### Épisode 2:Aux premières loges
- États-Unis : 13 juin 2010
- France : 8 mars 2011 sur Téva
- Québec : 9 juin 2011 sur Séries+

- États-Unis : 2,87 millions de téléspectateurs[5]

- Ricki Lake (Susan Semler)
- Chad Lowe (Daniel Porter)
- David Denman (Tony Nicastro)
- Veronica Cartwright (Marian Porter)
- Brooke D'Orsay (Deb Dobkins)
- Wynn Everett (en) (Lindsey Porter)

### Épisode 3:Double vie
- États-Unis : 20 juin 2010
- France : 8 mars 2011 sur Téva
- Québec : 16 juin 2011 sur Séries+

- États-Unis : 2,57 millions de téléspectateurs[6]

- David Sutcliffe (Charles Ellis)
- Vivica A. Fox (Maria Ellis)
- David Denman (Tony Nicastro)
- Bellamy Young (Emily Parcelles)
- Heather McComb (Caitlin Tanner)
- Skyler Day (Lana Dooley)

### Épisode 4:Loin des yeux, loin du cœur
- États-Unis : 27 juin 2010
- France : 8 mars 2011 sur Téva
- Québec : 23 juin 2011 sur Séries+

- États-Unis : 2,38 millions de téléspectateurs[7]

- Aaron Yoo (Edward Kim)
- James Snyder (David)
- Jeff Hephner (Jack Bryant)
- Emily Kuroda (Mrs. Lee)
- Kenny Alfonso (Joe Cummings)

### Épisode 5:Maladie d'amour
- États-Unis : 11 juillet 2010
- France : 15 mars 2011 sur Téva
- Québec : 30 juin 2011 sur Séries+

- États-Unis : 2,48 millions de téléspectateurs[8]

- Kurt Fuller (Henry Bingum)
- Rosie O'Donnell (Juge Madeline Summers)
- Kellie Martin (Joan Feiner)
- Scottie Thompson (Jocelyn Harold)
- Faith Prince (Elaine Bingum)

### Épisode 6:Tout pour la musique
- États-Unis : 18 juillet 2010
- France : 15 mars 2011 sur Téva
- Québec : 7 juillet 2011 sur Séries+

- États-Unis : 2,41 millions de téléspectateurs[9]

- Jaime Ray Newman (Vanessa Hemmings)
- Mackenzie Mauzy (Tina Orlando)
- Cheryl White (Francine Watters)
- Candice King (Jessica Orlando)
- Riki Lindhome (Marjorie Little)

### Épisode 7:Secrets de Famille
- États-Unis : 25 juillet 2010
- France : 22 mars 2011 sur Téva
- Québec : 14 juillet 2011 sur Séries+

- États-Unis : 2,59 millions de téléspectateurs[10]

- Sharon Lawrence (Bobbie Dobkins)
- Scott Michael Campbell (Mike Barry)
- Jaime Ray Newman (Vanessa Hemmings)
- Erik Jensen (Mr. Trilling)
- Robin Givens (Anne Simpson)
- Sprague Grayden (Faye Newland)
- Leelee Sobieski (Samantha Colby)

### Épisode 8:La Reine des teignes
- États-Unis : 1er août 2010
- France : 22 mars 2011 sur Téva
- Québec : 21 juillet 2011 sur Séries+

- États-Unis : 2,43 millions de téléspectateurs[11]

- Cybill Shepherd (Ellie Tannen)
- David Andrews (The Walters' Lawyer)
- David Berman (Hank Spencer)
- Laura Breckenridge (Dawn Lucas)
- Candis Cayne (Allison Webb)
- Frank Brennan (Spencer Walters)
- Mona Lee Fultz (Katherine Walters)
- Danielle Lewis (Jasmine)

### Épisode 9:Au placard
- États-Unis : 8 août 2010
- France : 22 mars 2011 sur Téva
- Québec : 28 juillet 2011 sur Séries+

- États-Unis : 2,43 millions de téléspectateurs[12]

- Jaime Ray Newman (Vanessa Hemmings)
- Lauren Stamile (Charlotte Perkins)
- Brooke D'Orsay (Deb Dobkins)
- Jasmine Guy (Juge Nona Daniels)
- Claire Bronson (Laura Curtis)
- Brian Patrick Clarke (Curtis Hunter)

### Épisode 10:La Guerre des ex
- États-Unis : 15 août 2010
- France : 29 mars 2011 sur Téva
- Québec : 4 août 2011 sur Séries+

- États-Unis : 2,56 millions de téléspectateurs[13]

- Rosie O'Donnell (Juge Madeline Summers)
- Brennan Elliott (Todd Prentiss)
- Jaime Ray Newman (Vanessa Hemmings)
- Rusty Schwimmer (Sandra)
- Leisha Hailey (Hope Prentiss)
- John Brotherton (Will Casey)

### Épisode 11:Rira bien qui rira le dernier
- États-Unis : 22 août 2010
- France : 29 mars 2011 sur Téva
- Québec : 11 août 2011 sur Séries+

- États-Unis : 2,68 millions de téléspectateurs[14]

- Matt Letscher (A.J. Fowler)
- Jake Pavelka (Toby)
- Camille Guaty (Wendy Simon)
- Barry Watson (Evan Robbins)
- Vickie Eng (Juge Rita Mayson)
- Tisha French (Julie Cafferty)

### Épisode 12:Vilaines filles
- États-Unis : 29 août 2010
- France : 29 mars 2011 sur Téva
- Québec : 18 août 2011 sur Séries+
- Belgique : 8 mars 2014 sur RTL-TVI

- États-Unis : 2,57 millions de téléspectateurs[15]

- Natasha Henstridge (Claire Harrison)
- Jaime Ray Newman (Vanessa Hemmings)
- Brooke D'Orsay (Deb Dobkins)
- Amelia Rose Blaire (Abbey Tildon)
- Kari Coleman (Mrs. Tildon)

### Épisode 13:Coup de grâce
- États-Unis : 29 août 2010
- France : 29 mars 2011 sur Téva
- Québec : 25 août 2011 sur Séries+

- États-Unis : 2,61 millions de téléspectateurs[15]

- Paula Abdul (Elle-même)
- Natasha Henstridge (Claire Harrison)
- Jaime Ray Newman (Vanessa Hemmings)
- Gloria Reuben (Professeur Kathy Miller)
- Ed Amatrudo (Gordon Leith)